# Attaher Abdoulmoumine
Attaher Abdoulmoumine (* 1964; auch Attaher Abdelmoumine) ist ein nigrischer paramilitärischer Anführer und Politiker.

## Leben
Attaher Abdoulmoumine gehört einer hohen Gesellschaftsschicht der Tuareg-Konföderation der Ullemmeden Kel Dinnik an. Sein Vater Mohamed Abdoulmoumine war Oberhaupt einer Tuareg-Gruppierung. Er besuchte Grund- und Mittelschulen in Abalak, Agadez und Tahoua, unterbrach dann jedoch seine schulische Laufbahn, um sich in Libyen der Islamischen Legion von Muammar al-Gaddafi anzuschließen. Dort erhielt er von 1981 bis 1984 eine militärische Ausbildung. Er kämpfte anschließend in Mali, Burkina Faso und Nigeria für die Islamische Legion. Abdoulmoumine war in den Angriff auf die Unterpräfektur von Tchintabaraden in Niger im Mai 1990 involviert, bei dem 31 Menschen getötet wurden. Im Verlauf der weiteren Ereignisse, zu denen eine Gegenoffensive der Armee gehörte, wurde sein Vater getötet. Attaher Abdoulmoumine wurde festgenommen, allerdings nach drei Monaten wieder freigelassen.
Er ließ sich in der Hauptstadt Niamey nieder. Dort wurde er Vorsitzender eines Komitees, dass sich erfolgreich dafür einsetzte, dass 44 im Norden des Departements Tahoua infolge des Angriffs auf Tchintabaraden festgenommene Tuareg freigelassen wurden. Abdoulmoumine engagierte sich in weiteren zivilgesellschaftlichen Institutionen und wurde schließlich im November 1991 zum Leiter des Verwaltungspostens von Takeita ernannt. Aus Furcht von der Armee erneut verhaftet zu werden, flüchtete er kurz danach in den Norden des Landes, wo er sich der Befreiungsfront des Aïr und Azawad unter der Führung von Rhissa Ag Boula anschloss. Die paramilitärische irredentistische Tuareg-Organisation versuchte mit Überfällen, Morden und Entführungen einen bundesstaatlichen Aufbau Nigers zu erzwingen. Abdoulmoumine überwarf sich mit Mano Dayak, einem seiner Mitstreiter, dem er die Legitimation absprach, die Befreiungsfront gegenüber der Regierung zu vertreten. Er spaltete sich Ende Juni 1993 mit seiner eigenen Organisation, der Revolutionären Armee der Befreiung Nord-Nigers, ab. Am 15. April 1995 schlossen die Regierung und die Paramilitärs in Ouagadougou ein Friedensabkommen, das auch eine Generalamnestie für die ehemaligen Kämpfer umfasste.
Abdoulmoumine wurde Vizepräsident des Komitees, das mit der Umsetzung des Friedensabkommens betraut war. Nach der Machtübernahme durch den neuen Staatschef Ibrahim Baré Maïnassara wurde er am 1. Februar 1996 als Staatssekretär für Inneres in die Übergangsregierung berufen. Diesen Posten hatte er bis 13. Juni 1997 inne. Er trat bei den Parlamentswahlen am 23. November 1996 als unabhängiger Kandidat im Wahlkreis Abalak an und wurde als Abgeordneter in die Nationalversammlung gewählt. Noch im selben Jahr wurde er zweiter Vizepräsident der Nationalversammlung. Abdoulmoumines politische Laufbahn endete mit der Sturz der Regierung am 9. April 1999, bei dem Ibrahim Baré Maïnassara ums Leben kam. Er zog sich danach ins Privatleben zurück.